# Mark Catesby

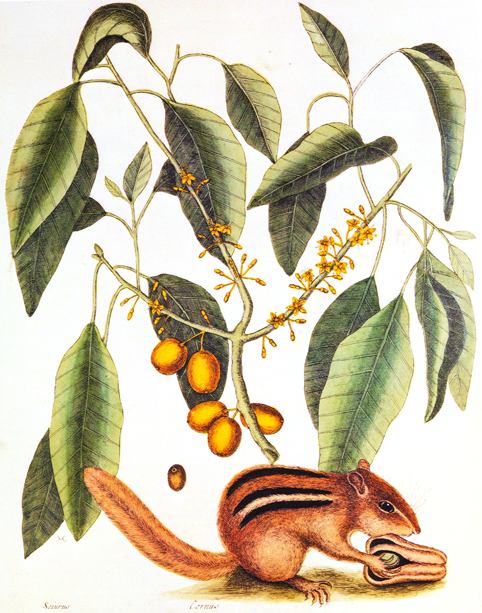
Tafel aus Natural History of Carolina, Florida and the Bahama Islands (1731–1743).

Mark Catesby (* 3. April 1683 (evtl. 24. März 1682); † Dezember 1749) war ein englischer Naturhistoriker. Sein offizielles botanisches Autorenkürzel lautet „Catesby“.
Er veröffentlichte zwischen 1731 und 1743 sein Werk Natural History of Carolina, Florida and the Bahama Islands, die erste Sammlung über die Flora und Fauna Nordamerikas, mit 220 Radierungen von Vögeln, Reptilien, Amphibien, Fischen, Insekten und Säugern.

## Leben und Wirken
Catesby wurde in Castle Hedingham in Essex getauft, wo er möglicherweise auch geboren wurde. Sein Vater war Jurist. John Ray, ein Freund der Familie,  weckte Catesbys Interesse für Naturgeschichte, die er später in London studierte. Nach dem Studium zog er 1712 zusammen mit seiner Schwester nach Williamsburg (Virginia). Das Geld hierfür stammte aus dem Erbe seines Vaters, der 1706 starb. 1714 bereiste er die Westindischen Inseln. Im Jahr 1719 kehrte er nach England zurück.
Er sammelte Samen und Pflanzenteile in Virginia, die er zu Thomas Fairchild nach Hoxton schickte, was Catesby in der englischen Wissenschaft bekannt machte. So finanzierte ihm die Royal Society 1722 eine Expedition nach Carolina. Er ließ sich in Charleston nieder und bereiste das ganze östliche Nordamerika und die Karibik, wo er Pflanzen und Vögel sammelte. Diese schickte er an Hans Sloane, bis er 1726 nach England zurückkehrte.
In den nächsten 16 Jahren arbeitete Catesby an seiner Natural History of Carolina, Florida and the Bahama Islands, deren Veröffentlichung dann von der Royal Society und vor allem durch Peter Collinson finanziert wurde. Catesby war der Erste, der ganzseitige farbige Bildertafeln in einem Buch der Naturgeschichte verwendete. Er ätzte die Tafeln selbst. Die ersten 18 Tafeln hatten keinen Hintergrund, aber dann begann Catesby Pflanzen- und Tierabbildungen zu kombinieren. Der erste Band wurde 1731 fertiggestellt. Ein weiterer Band erschien 1743.
Am 26. April 1733 wurde er in die Royal Society gewählt.
Carl von Linné übernahm viele Informationen aus der Natural History in die 10. Auflage seiner Systema Naturae (1758).
Catesby starb kurz vor Weihnachten 1749 und wurde am 23. Dezember beerdigt.

## Dedikationsnamen
Carl von Linné benannte ihm zu Ehren die Gattung Catesbea der Pflanzenfamilie der Rötegewächse (Rubiaceae). Auch die Lilie Lilium catesbaei ist nach ihm benannt.